# Зимов'є (Новосибірська область)
Зімов'є (рос. Зимовье) — селище у Черепановському районі Новосибірської області Російської Федерації.
Входить до складу муніципального утворення Іскровська сільрада. Населення становить 495 осіб (2010).

## Історія
Згідно із законом від 2 червня 2004 року органом місцевого самоврядування є Іскровська сільрада.

## Населення
| 2002 | 2007 | 2010 |
| ---- | ---- | ---- |
| 609  | ↗687 | ↘495 |

## Відомі люди
В Зімов’ї народився український велосипедист-спортсмен Володимир Степанович Філіпенко, майстер спорту й суддя міжнародної категорії.